# يوخن ميلر
يوخن ميلر (بالهولندية: Jochen Miller)‏ هو دي جيه هولندي، ولد في 11 أبريل 1979 في شمال برابنت في هولندا.

## وصلات خارجية
- الموقع الرسمي
- يوخن ميلر على موقع ميوزك برينز (الإنجليزية)
- يوخن ميلر على موقع أول ميوزيك (الإنجليزية)
- يوخن ميلر على موقع ديسكوغز (الإنجليزية)